# Gare de Nerem
La gare de Nerem est une ancienne gare ferroviaire belge de la ligne 34, de Liège à Hasselt située à Nerem, ancienne commune rattachée à la ville de Tongres, dans la province de Limbourg en Région flamande.

## Situation ferroviaire
La gare de Nerem se trouvait au point kilométrique (PK) 31.5 de la ligne 34, de Liège à Hasselt entre les gares ouvertes de Glons et Tongres, sur une section abandonnée en 1973.
Les trains de la ligne 34 empruntent désormais une section de la ligne 24, construite par les Allemands en 1917, sur laquelle se trouvait, de 1973 à 1984, la halte de Vreren - Nerem.

## Histoire
La Compagnie du chemin de fer Liégeois-Limbourgeois inaugure le 10 mars 1864 la section de Tongres à Glons, comprenant une gare à Nerem, alors appelée Nederheim. Un service marchandises y est organisé mais il n'y a toujours pas de rampe pour les véhicules hippomobiles en 1898.

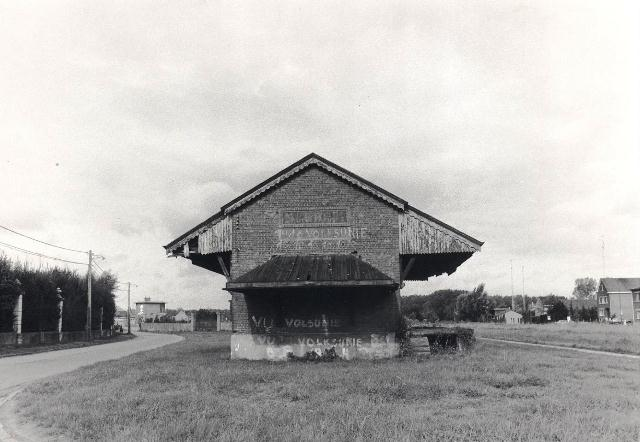
Ancienne halle aux marchandises, en 1988.

Peu de temps après, les Chemins de fer de l'État belge, qui ont repris le réseau Liégeois-Limbourgeois, construisent un nouveau bâtiment des recettes de plan type 1895. Doté d'une aile de trois travées, il correspond à la variante la plus petite.
La gare possédait une halle à marchandises, encore présente une quinzaine d'années après la disparition des rails. Le trafic marchandises était notamment alimenté par l'usine de la chocolaterie Rosmeulen qui entre en service en 1909. L'usine de style art-nouveau existe toujours, reconvertie en lofts et centre d'art.

### Seconde gare
Le projet d'un chemin de fer direct de Tongres à Aix-la-Chapelle, évoqué de longue date et finalement validé au début des années 1910 est finalement réalisé par l'occupant allemand en 1917. La ligne stratégique à vocation marchandises passe plus près du centre du bourg, coupant en deux le parvis de l'église Saint-Servais.
Ces deux lignes faisant double emploi, la SNCB décide en 1973 de désaffecter la section Glons - Tongres de la ligne 34, plus sinueuse et dotée de passages à niveau.
Un point d'arrêt — Vreren - Nerem — existant depuis 1939 le remblai de la ligne 24 en remplacement de la gare d'origine, rapidement démolie. Le nombre de voyageurs n'est toutefois pas jugé suffisant et ce point d'arrêt est supprimé le 3 juin 1984.